# 朝鮮総督府総督官房
朝鮮総督府総督官房（ちょうせんそうとくふそうとくかんぼう）は、朝鮮総督府に置かれた内部部局。朝鮮総督の官房である。
本項では、前身である統監府統監官房についても触れる。また、統監府・朝鮮総督府で総務部・総務局と呼ばれた部局についても触れる。

## 沿革
1905年（明治38年）、統監府が設置されると、警務部・農商工部とともに総務部（長は総務長官）が置かれた。統監府総務部には、秘書課・庶務課・外事課・内事課・法制課・土木課・鉄道課の7課が置かれた。
1907年（明治40年）10月20日の統監府官制改正に伴い、統監官房（長は総務長官）が置かれ、文書課・人事課・会計課の3課が置かれた。
1910年（明治43年）10月1日、韓国併合にともない朝鮮総督府官制が施行されると、総督官房と総務部（長は総務部長官）が置かれた。総督官房には武官室・秘書課・参事官が置かれ、総務部には文書課および外務局・人事局・会計局の3局が置かれた。1912年（明治45年）4月1日、総務部は廃止されて総督官房に併合され、総督官房に総務局・外事局・土木局の3局が置かれた。1915（大正4年）4月の改正で外事局は廃止された。1917年（大正6年）7月31日に、総督官房に鉄道局が置かれた。
1919（大正8年）の官制改正により、総務局・土木局・鉄道局は、それぞれ総督官房の庶務部・土木部・鉄道部となった。1924年（大正13年）、行財政整理を目的とする官制改正により、庶務部・土木部は廃止された。1925年（大正14年）3月末日には総督官房鉄道部も廃止され、総督府の外局として朝鮮総督府鉄道局が新設された。
1939年（昭和14年）8月2日には官房外事部が、同年11月28日には官房企画部が新設された。
1942年（昭和17年）11月1日、厚生局と企画部が廃止されて総務局が再設置された。
1943年（昭和18年）12月1日に総務局は再び廃止され、文書・情報・調査・監察の各課は総督官房の課となった。国民運動課は、他の所掌を加え地方課となった。なお会計・人事の各課はそれ以前から総督官房の課であった。

## 機構
1941年（昭和16年）9月1日現在。
- 総督官房
  - 秘書官室
  - 審議室
  - 人事課
  - 文書課
  - 会計課
  - 国勢調査課
  - 国民総力課

## 歴代局長

### 総務局長（総務長官を含む）
| 氏名                           | 在任期間                                                | 備考               |
| （統監府）総務長官             | （統監府）総務長官                                      | （統監府）総務長官 |
| ------------------------------ | ------------------------------------------------------- | ------------------ |
| 鶴原定吉                       | 1905年（明治38年）12月21日 - 1908年（明治41年）10月21日 |                    |
| 石塚英蔵                       | 1908年（明治41年）10月22日 - 1910年（明治43年）6月14日  | 事務取扱           |
| 有吉忠一                       | 1910年（明治43年）6月14日 - 1910年（明治43年）10月1日   |                    |
| （朝鮮総督府）総務部長官       |                                                         |                    |
| 有吉忠一                       | 1910年（明治43年）10月1日 - 1911年（明治44年）3月13日   |                    |
| 小松緑                         | 1911年（明治44年）3月13日 - 1912年（明治45年）4月1日    | 心得               |
| （朝鮮総督府総督官房）総務局長 |                                                         |                    |
| 児玉秀雄                       | 1912年（明治45年）4月1日 - 1916年（大正5年）10月19日    |                    |
| 荻田悦造                       | 1916年（大正5年）10月28日 - 1917年（大正6年）7月31日    | 事務取扱           |
| 荻田悦造                       | 1917年（大正6年）7月31日 - 1919年（大正8年）8月20日     |                    |
| （総務局廃止）                 |                                                         |                    |
| （朝鮮総督府）総務局長         |                                                         |                    |
| 江口親憲                       | 1942年（昭和17年）11月1日 - 1943年（昭和18年）12月1日   |                    |

### 総務部人事局長
| 氏名       | 在任期間                                              | 備考             |
| ---------- | ----------------------------------------------------- | ---------------- |
| 国分象太郎 | 1910年（明治43年）10月1日 - 1912年（明治45年）3月31日 | 兼中枢院書記官長 |

### 総務部会計局長
| 氏名     | 在任期間                                              | 備考 |
| -------- | ----------------------------------------------------- | ---- |
| 児玉秀雄 | 1910年（明治43年）10月1日 - 1912年（明治45年）3月31日 |      |

### 総務部外事局長
| 氏名                         | 在任期間                                               | 備考               |
| （統監府）外務局長           | （統監府）外務局長                                     | （統監府）外務局長 |
| ---------------------------- | ------------------------------------------------------ | ------------------ |
| 鍋島桂次郎                   | 1907年（明治40年）3月29日 - 1909年（明治42年）12月23日 |                    |
| （統監府）外事局長           |                                                        |                    |
| 小松緑                       | 1909年（明治42年）12月23日 - 1910年（明治43年）10月1日 |                    |
| （朝鮮総督府総務部）外事局長 |                                                        |                    |
| 小松緑                       | 1910年（明治43年）10月1日 - 1912年（明治45年）3月31日  |                    |

### 総督官房土木局長
| 氏名                           | 在任期間                                           | 備考                           |
| （朝鮮総督府総督官房）土木局長 | （朝鮮総督府総督官房）土木局長                     | （朝鮮総督府総督官房）土木局長 |
| ------------------------------ | -------------------------------------------------- | ------------------------------ |
| 持地六三郎                     | 1912年（明治45年）4月1日 - 1917年（大正6年）6月6日 |                                |
| 宇佐美勝夫                     | 1917年（大正6年）6月6日 - 1919年（大正8年）8月20日 | 朝鮮総督府内務部長官の兼任     |